# Peter Scott

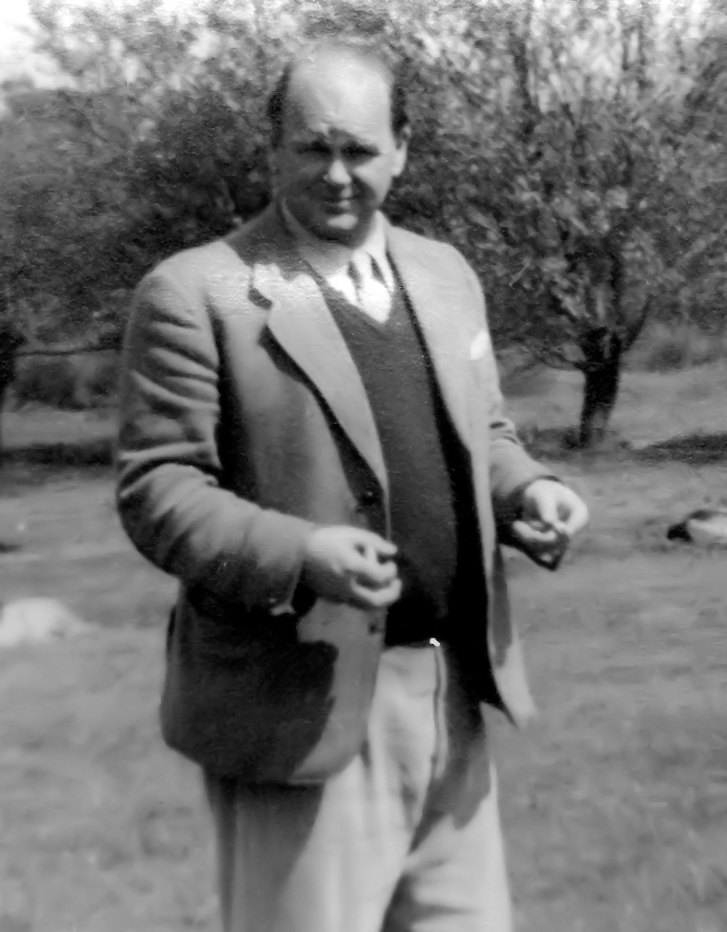
Peter Scott en 1954.

Peter Markham Scott (14 de septiembre de 1909 - 29 de agosto de 1989) fue un ornitólogo, conservacionista y pintor nacido en Londres. Fue el único hijo del explorador de la Antártida Sir Robert Falcon Scott. Educado en el Colegio Oundle y la Universidad de Cambridge se graduó por el Trinity College de Cambridge en 1931. Heredó cierto talento artístico de su madre y realizó su primera exhibición en Londres en 1933. Representó al Reino Unido en vela en los Juegos Olímpicos de 1936.
Durante la Segunda Guerra Mundial sirvió en la Marina Real Británica. Se presentó sin éxito por el Partido Conservador en las elecciones generales británicas de 1945. En 1948, fundó el "Severn Wildfowl Trust" (ahora el Wildfowl and Wetlands Trust) con sede en Gloucestershire. En los años siguientes dirigió varias expediciones ornitológicas por todo el mundo, y llegó a ser un personaje popular a través de la televisión, popularizando el estudio de las aves acuáticas y los humedales. Escribió e ilustró varios libros sobre el tema, incluyendo su autobiografía, The Eye of the Wind (1961).
Comenzó a practicar el vuelo sin motor en 1956 y fue campeón británico en 1963. Fue presidente de la "Asociación británica de Vuelo sin Motor" (British Gliding Association) de 1968 a 1970.
Scott también fue un consumado navegante, ganando una medalla de bronce en los Juegos Olímpicos en vela. También capitaneó el barco de 12 m "Sovereign" en la Copa América de 1964, que ganó el barco de los EE. UU.
De 1973-1983 Peter Scott fue rector de la Universidad de Birmingham.
Scott fundó el World Wildlife Fund y diseñó su famoso logotipo con un oso panda. 
También es recordado por haber dado nombre científico al Monstruo del lago Ness Nessiteras rhombopteryx de forma que pueda ser registrado en la lista de especies en peligro. El nombre, basado en raíces griegas, significa "la maravilla de Ness con aleta en forma de diamante" pero es también un anagrama para "Monster hoax by Sir Peter S" ("Engaño de monstruo por Sir Peter S").
Scott fue Vicepresidente durante largo tiempo de la British Naturalists' Association, que instituyó el premio Peter Scott Memorial Award después de su muerte para conmemorar sus logros. 
Su padrino era el célebre J.M. Barrie.
Fue gran amigo de Konrad Lorenz.